# Priyamvada Deviová
Priyamvada Deviová (bengálsky প্রিয়ম্বদা দেবী), nepřechýleně Priyamvada Devi (1871 – 1935) byla bengálská spisovatelka a filantropka.

## Životopis
Narodila se v roce 1871 v obci Gunaigacha v Britské Indii. Její matka byla slavná spisovatelka. Její otec se jmenoval Krishnakumar Bagchi. Její strýcové Pramatha Chowdhury a Ashutosh Chaudhuri byli rovněž významní spisovatelé. Studovala na Bethune College v Kalkatě, kde získala bakalářský titul. Roku 1892 se provdala za právníka Taradase Banerjeeho, s kterým měla syna, který ale roku 1896 zemřel. Později působila v dívčí škole Brahmo Balika Shikshalaya jako učitelka.
Jakožto spisovatelka napsala romány jako Ženy Japonska, román, ve kterém píše o životě gejš v Japonsku, Katha O Upakatha, Jhilejabgale Shikar Anath a Pavchulal a Renuka. Napsala také básně Tara, Angshu, Renu a Champa O Parul. 